# Wendlandia villosa
Wendlandia villosa är en måreväxtart som beskrevs av Wei Chiu Chen. Wendlandia villosa ingår i släktet Wendlandia och familjen måreväxter. Inga underarter finns listade i Catalogue of Life.